# 피델 우리아르테
피델 우리아르테 마초(스페인어: Fidel Uriarte Macho; 1945년 3월 1일, 바스크 주 세스타오 ~ 2016년 12월 19일, 칸타브리아 주 카스트로 우르디알레스)는 스페인의 전 축구 선수로, 현역 시절 스트라이커로 활약했다.
현역 시절 15년의 대부분을 아틀레틱 빌바오에서 보낸 그는 1967-68 시즌에 라 리가의 득점왕으로 트로페오 피치치의 주인공이 되었고, 코파 델 레이를 2번 우승했으며, 그의 주요 활동 구단 소속으로 공식 경기에서 100번이 넘는 득점을 기록했다.

## 클럽 경력
비스카이아 도 세스타오 출신인 우리아르테는 불과 17세의 나이로 바스크 거함 아틀레틱 빌바오에 입단해 1962년 9월 23일에 0-2로 패한 말라가와의 원정 경기에서 라 리가 신고식을 치렀다. 우리아르테는 21세였던 프로 4년차에 벌써 100번의 리그 경기 출장 기록을 세웠고, 14번 골망을 흔들었다.
1967-68 시즌에 우리아르테는 현역 무대에서 자신의 단일 시즌 최다인 22골을 불과 24경기 만에 (전체 28번의 경기에서 35골) 기록하였으나, 소속 구단 아틀레틱은 리그에서 7위에 그쳤다. 1967년 12월 31일, 그는 베티스를 8-0으로 짓밟은 안방 경기에서 5골에 관여했다. 이후 그는 빌바오 소속으로 두 차례 코파 델 레이 우승을 거두었고, 1974년에 10년 넘게 동행했던 구단을 떠나면서 389번의 공식 경기 출전과 121골의 기록을 남겼다.
1974년, 우리아르테는 말라가로 이적했다. 그는 안달루시아 연고 구단 소속으로 승격을 1번, 강등을 2번 경험했다. 그는 말라가 소속으로는 주로 최후방 수비수를 맡았고, 1977년에 32세의 나이로 축구화를 벗었다.
이후 몇십 년 동안 우리아르테는 감독일을 했는데, 아틀레틱의 2군과 유소년부 등의 지휘봉을 잡았었다.

## 국가대표팀 경력
우리아르테는 4년 동안 9차례 스페인 국가대표팀에 출전했는데, 첫 국가대표팀 경기는 1968년 2월 28일에 세비야에서 벌어진 스웨덴과의 친선경기였다. 1971년 2월 20일, 이탈리아를 상대로 한 또다른 친선경기에서는 처음이자 마지막으로 국가대표팀 무대에서 골을 기록해 적지에서의 2-1 승리에 공헌했다.

### 국가대표팀 득점 기록
| #  | 날짜            | 경기장                     | 상대     | 점수 | 최종결과 | 대회     |
| -- | --------------- | -------------------------- | -------- | ---- | -------- | -------- |
| 1. | 1971년 2월 20일 | 이탈리아 칼리아리 산텔리아 | 이탈리아 | 2–0  | 2–1      | 친선경기 |

## 사생활과 최후
우리아르테의 남동생 가브리엘도 축구 선수였다. 그도 공격수였으며, 주로 발렌시아의 2군으로 활약했다.
2016년 12월 19일, 우리아르테는 비스카이아 만 카스트로 우르디알레스에서 향년 71세로 오랜 기간 투병 끝에 영면에 들었다.

## 수상

### 클럽
아틀레틱 빌바오
- 코파 델 헤네랄리시모: 1969, 1972–73[13]

### 개인
- 트로페오 피치치: 1967–68[14]